# 1833 no Brasil
Esta é uma cronologia dos fatos acontecimentos de ano 1833 no Brasil.

## Incumbente
- Imperador – D. Pedro II (9 de abril de 1831-15 de novembro de 1889)

## Eventos
- 22 de março: Revolta do Ano da Fumaça, em Ouro Preto, na então Província de Minas Gerais.[1]
- 26 de abril: Revolta do Forte do Mar na Bahia.
- 13 de maio: Revolta de Carrancas: rebelião escrava nas propriedades da família Junqueira, ao sul da província de Minas Gerais.[2]
- 17 de maio: Fundação do município de Nazaré da Mata.
- 12 de agosto: Fundação do município de Cubatão.
- 15 de dezembro: José Bonifácio de Andrada e Silva é suspenso das funções de tutor de Dom Pedro II, substituído pelo Marquês de Itanhaém por decreto.

## Mortes
- 16 de janeiro: Paula de Bragança, princesa do Brasil (n. 1823).